# Александра (шхуна, 1848)
«Александра» — двухмачтовая парусная шхуна Балтийского флота Российской империи, находившаяся в составе флота с 1847 по 1860 год и принадлежавшая Санкт-Петербургскому Императорскому яхт-клубу. Во время несения службы использовалась для плаваний в Финском заливе, а по окончании службы была продана Ревеле.

## Описание судна
Парусная двухмачтовая шхуна с деревянным корпусом, построенная по новой системе С. О. Бурачека. Длина шхуны между перпендикулярами по сведениям из различных источников составляла от 21,4 до 21,5 метра, ширина с обшивкой — 5,9 метра, а осадка от 0,7 до 2,1 метр.

## История службы
Шхуна «Александра» была заложена на стапеле Соломбальской верфи 26 мая (7 июня) 1847 года, после спуска на воду 8 (20) мая 1848 года вошла в состав Балтийского флота России и была передана Санкт-Петербургскому Императорскому яхт-клубу. Строительство вёл кораблестроитель штабс-капитан Рихтер.
В 1848 году была переведена из Архангельска в Кронштадт. В кампании с 1849 по 1853 год совершала крейсерские плавания в Финском заливе и Балтийском море.
В кампанию 1856 года находилась в плаваниях в Финский залив.
В 1857 году также выходила в плавания в Финский залив и несла брандвахтенную службу в Ревельской гавани.
В кампании 1858 и 1859 год вновь находилась в плаваниях в Финском и Рижском заливах, а также между их портами.
В 1860 году шхуна была продана Ревеле.

## Командиры шхуны
Командирами парусной шхуны «Александра» в составе Российского императорского флота в разное время служили:
- лейтенант К. М. Пасынков (1848—1853 годы)[9];
- капитан-лейтенант С. И. Подушкин (1856—1860 годы)[10].